# Open Archives Initiative Protocol for Metadata Harvesting
Het Open Archives Initiative Protocol for Metadata Harvesting (OAI-PMH) is een protocol ontwikkeld door de Open Archives Initiative en bedoeld om de metadata te verzamelen van entiteiten in archieven. OAI-PMH is een laagdrempelig mechanisme om uitwisseling tussen repositories van archieven te bewerkstelligen.
Technisch maakt OAI-PMH gebruik van het XML-protocol over HTTP, gebaseerd op het client-servermodel. Aanbieders van data dienen de metadata in Dublin Core formaat te hebben, maar mag soms ook in ander XML-formaat, om het OAI-PMH-protocol te kunnen toepassen.

## Geschiedenis
De eerste versie van OAI-PMH, 1.0 is van januari 2001. Snel daarna is versie 1.1 vrijgegeven op juli 2001, dit vanwege wijzigingen in het XML-schema. De huidige versie van OAI-PMH, versie 2.0, is van juni 2002, maar is in 2008 nog bijgewerkt.